# Nicola Maria Francesco Addone
Nicola Maria Francesco Addone (Potenza, 2 luglio 1763 – Potenza, 28 marzo 1834) è stato un rivoluzionario italiano.
Con il fratello Basileo, è stato uno protagonisti del Risorgimento lucano.

## Biografia

### Giovinezza e attività nel 1799
Nicola, figlio del dottore in utroque jure Gaetano Pasquale Giovanni Addone (1733-1806) 
ed Anna Ginosa (1750-1794), apparteneva ad una delle famiglie notabili di Potenza, cresciuta economicamente all'ombra dei conti Loffredo e che, nel corso del XVIII secolo, aveva implementato i propri beni con fruttuosi investimenti e matrimoni. Venne così chiamato in onore del nonno paterno Don Nicola Felice Addone (1694-1770).
Nicola e il fratello Basileo seguirono a Napoli i corsi universitari, conseguendo il titolo di dottore in utroque jure, per tornare in patria ad esercitare probabilmente l'avvocatura e amministrare i beni di famiglia. 
Nel 1799, comunque, aderì al movimento repubblicano della Municipalità costituita in Potenza il 3 febbraio. Dopo la morte del vescovo Serrao (Commissario Civile di Potenza, venne barbaramente assassinato da alcuni mercenari del cardinale Ruffo), con il fratello Basileo e con Michelangelo Atella riorganizzò le forze repubblicane di Potenza e, previo accordi con i maggiori esponenti repubblicani dei paesi limitrofi, predispose un piano diretto a restaurare la Municipalità ed a sopprimere ogni conato reazionario nel suo paese.
Il 27 febbraio, soppressi i maggiori esponenti sanfedisti che dominavano incontrastati a Potenza e che egli aveva attirato nella propria casa, affrontò le residue forze sanfediste barricate a Porta Salza e le costrinse alla resa mentre da Avigliano, Baragiano, Picerno e Tolve accorrevano armati in aiuto dei repubblicani di Potenza i quali restaurarono la disciolta Municipalità.
Nel maggio del 1799, Potenza venne occupata dalle truppe del colonnello Sciarpa e Addone fuggì per evitare la cattura; in seguito alla confisca dei beni, comunque, si trasferì in Francia con il fratello, con cui partecipò alla campagna d'Italia e rientrò in Basilicata soltanto nel 1806.

### L'attività nel Decennio e nella Restaurazione
Durante il Decennio francese ottenne dalla Suprema Giunta diversi terreni nel Tavoliere di Puglia e, nel 1808, fu nominato Ricevitore Generale della Basilicata; poiché era tra i 304 maggiori possidenti della provincia, venne incluso nell'elenco degli eleggibili al Parlamento Nazionale e, nel 1810, venne eletto nel "Seggio dei possidenti".
Nel 1815 cercò di organizzare le forze liberali della regione allo scopo di formare una repubblica e inoltre, tre anni più tardi, nel 1818, venne esonerato dalla carica di Ricevitore Generale e denunciato alla Gran Corte Criminale per alcuni brogli contabili. In seguito al proscioglimento da ogni accusa, si stabilì a Napoli con la moglie Margherita, ritirandosi completamente dalla politica, come sostenne nel 1820, quando diede alle stampe una Dichiarazione a' Lucani, in cui spiegava perché ormai si asteneva dalla vita politica.
Nicola Addone morì a Potenza il 28 marzo 1834.